# Liste der Kantone im Département Côte-d’Or
as Département Côte-d’Or liegt in der Region Bourgogne-Franche-Comté in Frankreich. Es untergliedert sich in drei Arrondissements mit 23 Kantonen (französisch cantons).
Siehe auch: Liste der Gemeinden im Département Côte-d’Or

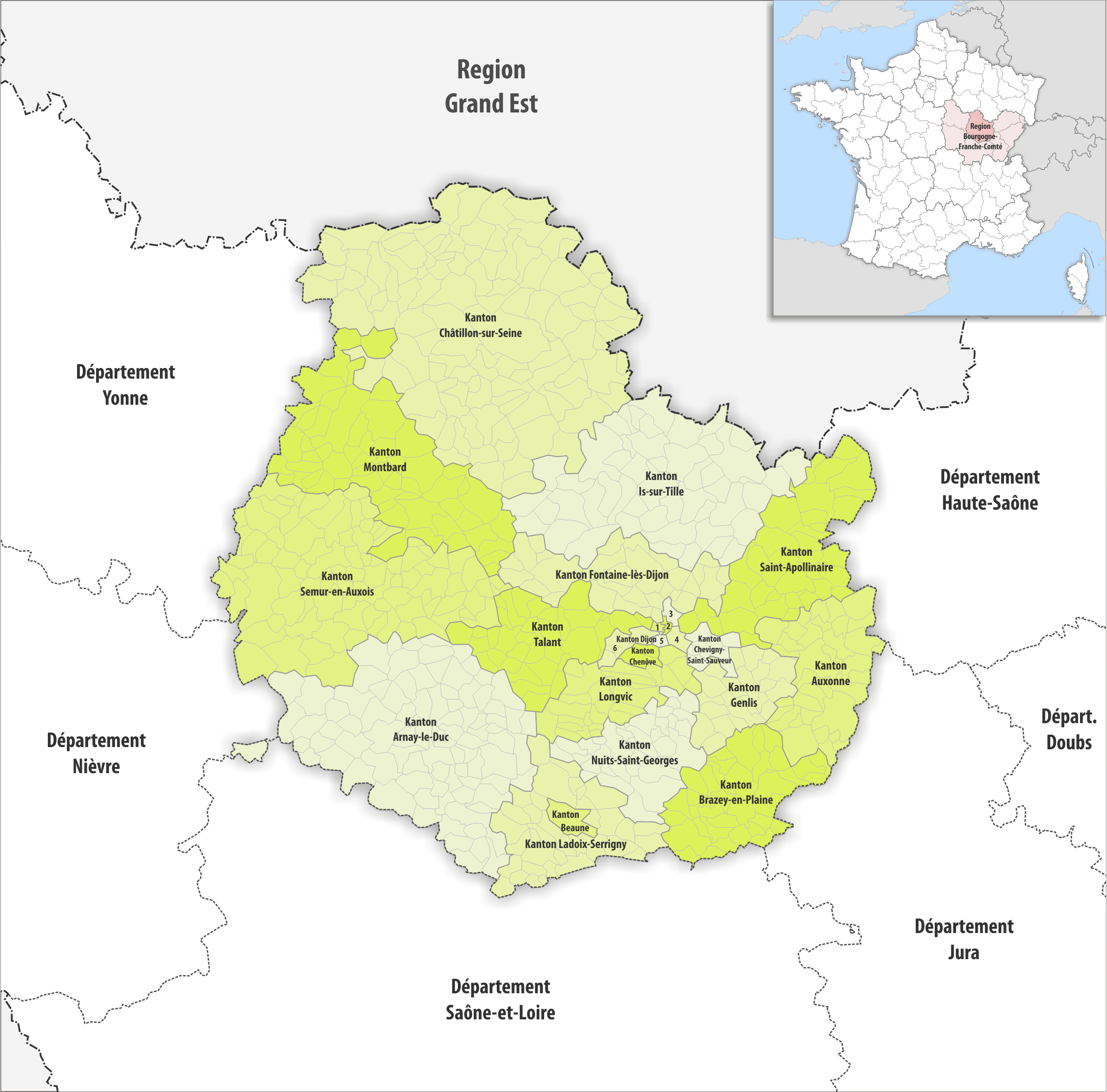
Gemeinden und Kantone im Département Côte-d’Or

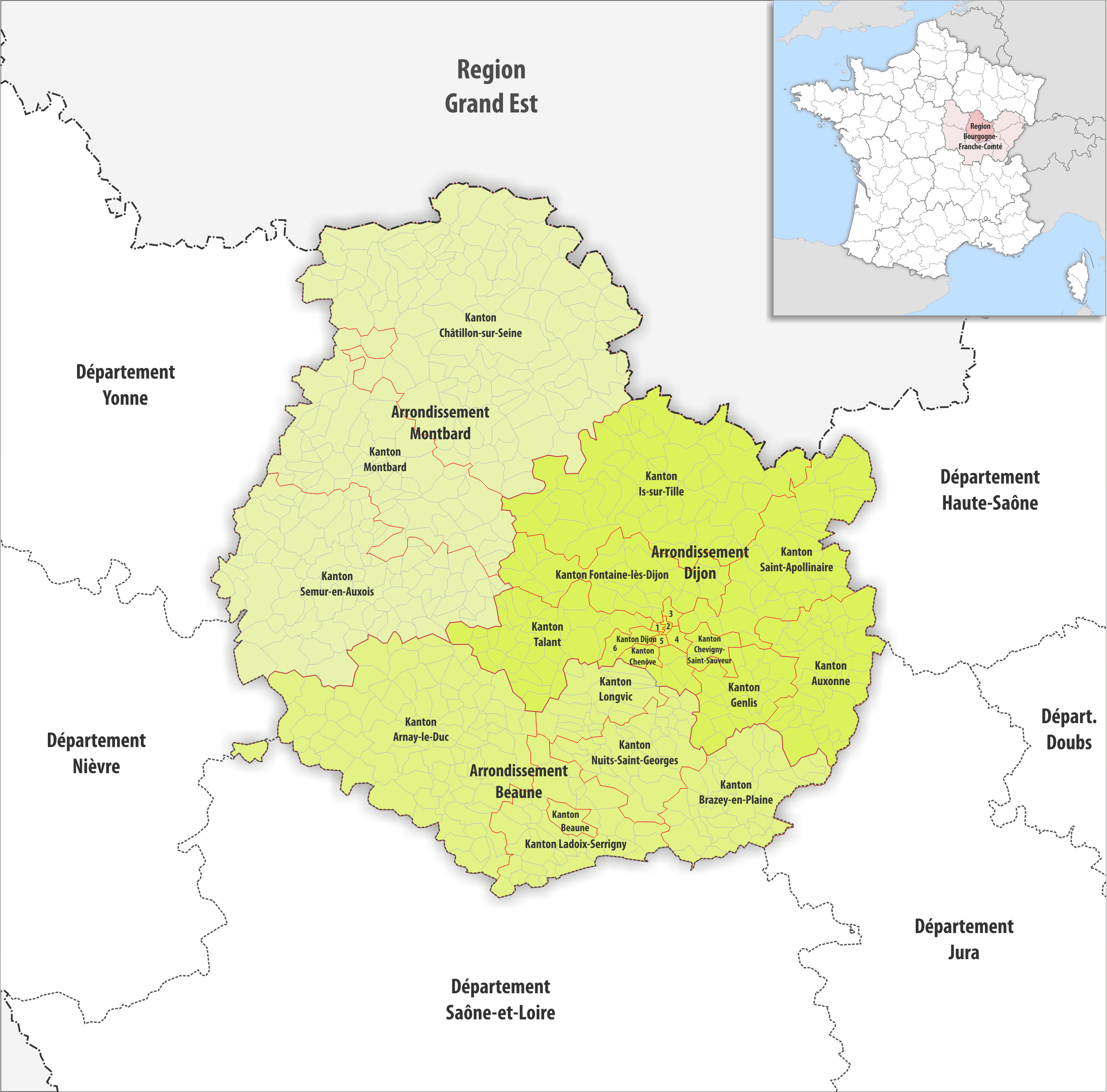
Gemeinden, Arrondissemente und Kantone im Département Côte-d’Or

| Kanton                 | Gemeinden | Einwohner 1. Januar 2022 | Fläche km² | Dichte Einw./km² | Code INSEE | Arrondissement(e) |
| ---------------------- | --------- | ------------------------ | ---------- | ---------------- | ---------- | ----------------- |
| Arnay-le-Duc           | 90        | 18.801                   | 1.084,23   | 17               | 2101       | Beaune            |
| Auxonne                | 35        | 23.448                   | 384,71     | 61               | 2102       | Dijon             |
| Beaune                 | 1         | 20.233                   | 31,30      | 646              | 2103       | Beaune            |
| Brazey-en-Plaine       | 38        | 20.587                   | 379,11     | 54               | 2104       | Beaune            |
| Châtillon-sur-Seine    | 107       | 19.533                   | 1.813,85   | 11               | 2105       | Montbard          |
| Chenôve                | 2         | 19.739                   | 20,27      | 974              | 2106       | Dijon             |
| Chevigny-Saint-Sauveur | 6         | 27.329                   | 49,75      | 549              | 2107       | Dijon             |
| Dijon-1                | 1⁄6       | 25.172                   | 3,11       | 8.094            | 2108       | Dijon             |
| Dijon-2                | 1⁄6       | 28.603                   | 3,34       | 8.564            | 2109       | Dijon             |
| Dijon-3                | 1⁄6       | 24.860                   | 9,15       | 2.717            | 2110       | Dijon             |
| Dijon-4                | 1⁄6       | 29.705                   | 10,09      | 2.944            | 2111       | Dijon             |
| Dijon-5                | 1⁄6       | 26.467                   | 4,94       | 5.358            | 2112       | Dijon             |
| Dijon-6                | 2 1⁄6     | 26.019                   | 30,40      | 856              | 2113       | Dijon             |
| Fontaine-lès-Dijon     | 30        | 28.334                   | 335,48     | 84               | 2114       | Dijon             |
| Genlis                 | 22        | 22.152                   | 204,39     | 108              | 2115       | Dijon             |
| Is-sur-Tille           | 50        | 19.896                   | 882,16     | 23               | 2116       | Dijon             |
| Ladoix-Serrigny        | 38        | 20.140                   | 371,52     | 54               | 2117       | Beaune            |
| Longvic                | 26        | 24.167                   | 237,01     | 102              | 2118       | Beaune, Dijon     |
| Montbard               | 57        | 17.496                   | 746,42     | 23               | 2119       | Montbard          |
| Nuits-Saint-Georges    | 34        | 20.694                   | 301,78     | 69               | 2120       | Beaune            |
| Saint-Apollinaire      | 37        | 27.606                   | 483,81     | 57               | 2121       | Dijon             |
| Semur-en-Auxois        | 88        | 20.829                   | 1.035,64   | 20               | 2122       | Montbard          |
| Talant                 | 34        | 25.767                   | 340,75     | 76               | 2123       | Dijon             |
| Département Côte-d’Or  | 698       | 537.577                  | 8.763,21   | 61               | 21         | –                 |

## Liste ehemaliger Kantone
Bis zum Neuzuschnitt der französischen Kantone im März 2015 war das Département Côte-d’Or wie folgt in 43 Kantone unterteilt:
| Arrondissement | Kantone |
| -------------- | --- |
| Beaune         | Arnay-le-Duc, Beaune-Nord, Beaune-Sud, Bligny-sur-Ouche, Liernais, Nolay, Nuits-Saint-Georges, Pouilly-en-Auxois, Saint-Jean-de-Losne, Seurre |
| Dijon          | Auxonne, Chenôve, Dijon-1, Dijon-2, Dijon-3, Dijon-4, Dijon-5, Dijon-6, Dijon-7, Dijon-8, Fontaine-Française, Fontaine-lès-Dijon, Genlis, Gevrey-Chambertin, Grancey-le-Château-Neuvelle, Is-sur-Tille, Mirebeau-sur-Bèze, Pontailler-sur-Saône, Saint-Seine-l’Abbaye, Selongey, Sombernon |
| Montbard       | Aignay-le-Duc, Baigneux-les-Juifs, Châtillon-sur-Seine, Laignes, Montbard, Montigny-sur-Aube, Précy-sous-Thil, Recey-sur-Ource, Saulieu, Semur-en-Auxois, Venarey-les-Laumes, Vitteaux |